# Гринхофф, Брайан
Бра́йан Гри́нхофф (англ. Brian Greenhoff; 28 апреля 1953, Барнсли — 22 мая 2013, Рочдейл) — английский футболист. Начинал карьеру на позиции полузащитника, а завершал как центральный защитник.

## Биография
В подростковом возрасте играл за «Йоркшир Скулбойз». В августе 1968 года перешёл в футбольную Академию «Манчестер Юнайтед». Дебют Брайана за основной состав «Юнайтед» состоялся 8 сентября 1973 года в матче с «Ипсвич Таун». С его помощью «Манчестер Юнайтед» выиграл Кубок Англии в 1977 году. К этому времени Гринхофф составлял мощную связку в центре обороны «Юнайтед» с Мартином Бакеном. Всего за «Юнайтед» Гринхофф сыграл 271 матч и забил 17 голов. Его старший брат Джимми Гринхофф также играл за «Манчестер Юнайтед».
В 1979 году Брайан перешёл в «Лидс Юнайтед» за £350 000. В 1982 году «Лидс» выбыл из Первого дивизиона, и Гринхофф покинул клуб на правах свободного агента. После недолгой отлучки в зарубежные клубы перешёл в «Рочдейл», где его брат был назначен играющим тренером в 1983 году. После увольнения Джимми Гринхоффа в марте 1984 года Брайан ушёл из клуба и завершил футбольную карьеру. Кроме того, с 1976 по 1980 годы Брайан провёл 18 матчей за сборную Англии.
Умер 22 мая 2013 года в своём доме в Нордене неподалёку от Рочдейла.

## Достижения
Манчестер Юнайтед
- Обладатель Кубка Англии: 1977
- Обладатель Суперкубка Англии (разделённого): 1977